# Peter Streiff
Peter Streiff (* 5. Juni 1944 in Bern) ist ein Schweizer Komponist.

## Leben und Wirken
Nach dem Gymnasium absolvierte Peter Streiff eine Graphikerausbildung an der Kunstgewerbeschule Bern und anschliessend ein Musikstudium am Konservatorium für Musik und Theater Bern (Hauptfach Musiktheorie, Nebenfach Violoncello). Zusätzlich absolvierte er eine Grundausbildung in elektronischer Musik am Experimentalstudio der Heinrich Strobel-Stiftung in Freiburg im Breisgau.
Es folgten Musikwissenschaftliche Studien an der Universität Bern, Musik des Mittelalters, der frühen Renaissance, alte Notationen.
Schwerpunkt seines kompositorischen Schaffens sind Kammermusikwerke und Werke mit konzeptuellem Charakter. Zudem verfasste er mehrere Orchester- und Vokalwerke und verfasst in unregelmässigen Abständen zeichnerische Arbeiten und Buchunikate. Seine Werke erscheinen im aart-verlag Bern.
Als Interpret war er hauptsächlich in verschiedenen experimentellen Aufführungsformen tätig: Von 1969 bis 2023 war er als Komponist und Interpret aktives Mitglied des Ensemble Neue Horizonte Bern. Von 1997 bis 2020 war er als Komponist Mitglied in den Rencontres Architecture-Musique-Écologie (RAME) im Wallis und dem Collectif Environnement Sonore (CES) in Paris. Peter Streiff lebt als freischaffender Musiker in Bern.

## Kompositionen
- Vier Blätter (1968) für Flöte solo. ISMN M 50196-501-4
- Profil (1968). Ein ritueller Verlauf für 5 Spielende an 5 Gongs und 15 Becken (erscheint im Buch Musikalische Konzepte 1968–2019)
- Relief (1968, rev. 1974) für 12 Solostreicher [6 Vl., 3 Vla., 2 Vc., 1 Kb.]. ISMN M 50196-503-8
- Von Magischem Nr. 5–7 (1970). ISMN M 50196-504-5:
  - Nr. 5 und 6: für Klavier solo oder für zwei Klaviere gleichzeitig
  - Nr. 7: für Flöte, Klarinette, Violine oder Viola, Violoncello, Harmonium (oder elektr. Orgel), Klavier
- Inauguration (1970) für Harmonium vierhändig (oder Orgel manualiter). ISMN M 50196-506-9
- Von Tag zu Tag (1971), Besetzung variabel (erscheint im Buch Musikalische Konzepte 1968–2019)
- AnGrenzen (1971), Besetzung variabel (erscheint im Buch Musikalische Konzepte 1968–2019)
- Partikel 1–7 (1970–72), Besetzung variabel (erscheint im Buch Musikalische Konzepte 1968–2019)
- Fermaten (1971–72) für Violoncello. ISMN M 50196-510-6
- Die / Das Ahnen (1971–72 / 77) für 6 Metallplatten. ISMN M 50196-510-6
- Chronos-Kairos (1972–73), Kammermusik, elektr. Musik, Texte, Objekte, Körperaktionen. Beim Komponisten
- Vier Etüden (1973), ISMN M 50196-513-7:
  - Nr. 1 für Violoncello
  - Nr. 2–4 für Klavier solo
- Entfernung und Beziehung (1973), Spielanweisungen für die Partialtöne 16–32 für mehrere Monochorde. Beim Komponisten
- Nachtgedanken (1975). Elektroakustische Musik. Beim Komponisten
- Sechs Lieder (1976) auf Gedichte von Jean Gebser (1905–73) für Mezzosopran / Alt, Klarinette, Harfe, Gitarre, Violine, Violoncello, 2 Klaviere (evtl. 1 Klavier). ISMN M 50196-516-8
- Melodien Band I (1971–77) für ein Soloinstrument. ISMN M 50196-517-5
- Herbstzeichen (1975–77, rev. 2012) für Orchester [2 2 2 1 – 1 1 0 1 – Harfe, Gitarre – Schlagzeug – Streicher]. ISMN M 50196-518-2
- Märzklang (1977), unvollendet. Beim Komponisten
- Hors d’œuvre I (1977) für mindestens 3 Ausführende mit Essgeschirr in ausgiebiger Menge, vorzugsweise 1 Tisch (Hors d'œuvre erscheint im Buch Musikalische Konzepte 1968–2019)
- Studie (1977–78) Sprachzeichen für 3–6 gleiche oder verschiedene Streicher. ISMN M 50196-520-5
- Duo (1979–80), Fragen nach innen für Violine und Klavier. ISMN M 50196-521-2
- Gesänge und Masken (1980) für Bassklarinette solo, Flöte, Violine, Violoncello, und kleines Schlagzeug. ISMN M 50196-522-9
- Movimento e Cadenza (1980) für Tenor-Blockflöte. ISMN M 50196-523-6
- Blockflötenstück für Conrad (1981) für Blockflöte. ISMN M 50196-523-6
- VerBergung (1980) für Bassklarinette, Viola und Klavier. ISMN M 50196-524-3
- Bergung (1980) Fassungen für Violine / Violoncello / zwei Klaviere. ISMN M 50196-524-3
- Fünf kleine Symbole (1982). ISMN M 50196-525-0:
  - I Klavier 4-händig
  - II Viola
  - III Flöte
  - IV Klavier
  - V Streichtrio
- Klaviertrio (1980–83) für Violine, Violoncello und Klavier. ISMN M 50196-526-7
- Melodien Band II (1980–83), Solo für ein Rohrblattinstrument (z. B.: Oboen, Klarinetten, Saxophone, Fagotte). ISMN M 50196-527-4
- Lieux sonores (1983–84) für Violoncello und Schlagzeug. ISMN M 50196-528-1
- Wandelnde Gänge (1985–87) für Streichquartett. ISMN M 50196-529-8
- Klang in Klang (1989) für 2 Violinen. Breitkopf und Härtel
- Melodien Band IV (1989–90 / 1995), modellhaft / Modell-Haft für ein beliebiges Melodieinstrument. ISMN M 50196-531-1
- Hu NO 76 (1990), Momente, Blöcke, Bogen, Ritornelle für 7 Ausführende an Renaissance-Instrumenten. ISMN M 50196-532-8
- Zeichen und Gebärden (1990, rev. 1996) für Orchester [2 2 2 2 – 2 2 2 1 – Pauke ad lib. – Streicher]. ISMN M 50196-533-5
- Duett (1991):
  - Fassung für zwei Violinen. ISMN M 50196-534-2
  - Fassung für zwei Violen da Gamba. ISMN M 50196-564-9
- Über Granit gebeugt (1991–92). Sieben Spuren durch Zwischenräume für Flöte, Oboe, Klarinette, Fagott, Altsaxophon, Horn, Posaune, kleines Schlagzeug, Viola, Violoncello, Kontrabass; mit Dirigent*in. ISMN M 50196-535-9
- Durchflossener Granit (1992–93). Elf Kiesel für Violine, Violoncello und Klavier. ISMN M 50196-536-6
- Durchflossener Granit (1992–93 / 2003–04). Elf Kiesel, Fassung für Klavier. ISMN M 50196-536-6
- Getragener Granit (1993) für Singstimme, 3 Blockflöten, 2 Violen da Gamba, kleines Schlagzeug. Carciofoli-Verlagshaus
- E–F (1994–95) für 1–4 Violoncelli. ISMN M 50196-528-1
- Le cimetière des fous (1995–96) auf Texte von Paul Éluard (1895–1952) für zwei Soprane, Alt, Tenor, zwei Bässe. ISMN M 50196-540-3
- Der Klang der Analyse I–V (1996). ISMN M 50196-541-0:
  - I–III: für Klarinette, Fagott, Horn, 2 Violinen, Viola, Violoncello, Kontrabass (zu Franz Schubert: Oktett D 803)
  - IV: für Violine, Viola, Violoncello (zu Gustav Jenner: Streich-Trio)
  - V: für Sopran und Klavier (zu Heinrich von Herzogenberg: Lied)
- Begegnung und träumen (1996) für Violine, Violoncello, Klavier. Breitkopf und Härtel
- Zwiegespräch (1997) für Fagott und Violoncello (oder 2 beliebige / 2 gleiche, tiefe Instrumente). ISMN M 50196-528-1
- Motto (1998) für grosse Trommel/grande caisse und Klavier. ISMN M 50196-544-1
- Berührung (1998) für bundlose Gitarre. ISMN M 50196-545-8
- Rencontres – Questions, Paroles, Écoutes (1995–97 / 99), 23 aperçus le long d’une lecture für Horn und Violine. ISMN M 50196-546-5
- Handwerk – Hörwerk (1999). Acht Präludien für zwei im Vierteltonabstand gestimmte Klaviere. ISMN M 50196-547-2
- Über Licht geneigtes Ohr (1999). Sieben Aufzeichnungen für dreimanualige Orgel. ISMN M 50196-548-9
- Konzept I–V (1994–2000) für variable Besetzungen (erscheint im Buch Musikalische Konzepte 1968–2019):
  - I: für mehrere Ausführende (1994)
  - II: für Hörerinnen, Hörer (1995)
  - III: für kleines Instrumentalensemble (1995–97)
  - IV: für mehrere Ausführende (1997)
  - IVa: für eine Ausführende (1995)
  - V: für 3 und mehr Ausführende, 2000, Dauer jeweils variabel
- Klänge im Alltag (1995–2000), Dokumentaraufnahmen auf Tonträger. Beim Komponisten
- Solo (2000), Besetzung variabel (erscheint im Buch Musikalische Konzepte 1968–2019)
- Fünf Zeichen (2000) für Blockflöte. ISMN M 50196-523-6
- Le Non-Dit (2000–01) für Blockflöte, Violine, Gitarre, Kontrabass, kleines Schlagzeug, Umweltklänge auf Tonträger. ISMN M 50196-553-3
- Zwiesprache (2003) für 2 Ausführende (erscheint im Buch Musikalische Konzepte 1968–2019)
- Zwiesprache… zu Dritt (2003 / 2009) für 3 Ausführende, Dauer variabel (erscheint im Buch Musikalische Konzepte 1968–2019)
- Place de Tübingen (2004) für Flöte, Oboe, Bassklarinette, Akkordeon, kleines Schlagzeug. ISMN M 50196-555-7
- Six passages (2004–05) für Violoncello solo. ISMN M 50196-528-1
- Mischfarben am Klangrand (2005) für Viola da Gamba solo. ISMN M 50196-564-9
- Vier klingende Handlungen (2005 / 07) für 4 Ausführende (erscheint im Buch Musikalische Konzepte 1968–2019)
- Ein Wurf nach Ost und Süd (2005–07) für Violine solo. ISMN M 50196-559-5
- Vier neue Partikel (2006–07) für grössere Blockflötengruppe (erscheint im Buch Musikalische Konzepte 1968–2019)
- Modell zur Gewichtsverlagerung (2006–07) ni bruit ni silence für Klavier. Prospettive (2016–18) für 2 Gitarren [1: 6-saitig, 2: 10-saitig], ISMN M 50196-561-8
- Neun Ort-Momente (2008) für 9 Ausführende, variabel besetzt (erscheint im Buch Musikalische Konzepte 1968–2019)
- Ohrspuren am Drittelberg (2007–08) für zwei Klaviere (1. im Dritteltonabstand, 2. im Halbtonabstand gestimmt). ISMN M 50196-563-2
- Kleine Intarsie (2008) für zwei Bass-Gamben. ISMN M 50196-564-9
- Eggen (2009) für vier kleine Metallinstrumente und Klavier. ISMN M 50196-544-1
- Der Klang der verschollenen Leere (2009), Umweltklänge auf Tonträger. Beim Komponisten
- Zeitstrahl (2009–10) für Aulos. ISMN M 50196-567-0
- Schattenwürfe (2009–10) für zwei Klaviere. ISMN M 50196-568-7
- Nur allein für deine Ohren (2010–11) nach Texten von Francesco Petrarca, Dschalaluddin Rumi, Philippe Desportes, Kurt Schwitters, René Char, Ernst Jandl, Kurt Marti für Alt-Stimme und Barockoboe / Barockoboe d’amore (das Werk kann auch mit moderner Oboe / Oboe d’amore aufgeführt werden). ISMN M 50196-570-0
- Hörquadrat (2011) hören – erinnern – vorstellen für Hörerinnen und Hörer (erscheint im Buch Musikalische Konzepte 1968–2019)
- CADEA (2011) für Blockflöte. ISMN M 50196-523-6
- Für zehn (2011–12) Faden Zettel Prägung für Flöte, Oboe, Klarinette, Fagott, Horn, 2 Violinen, Viola, Violoncello, Kontrabass. ISMN M 50196-573-1
- Neun kleine Bässe (1975 / 1994–2013) für Klavier solo. ISMN M 50196-574-8
- Poésie (2013) für 2 Cellosaiten und 4 Klangquellen. ISMN M 50196-528-1
- Dehnungen (2014) für drei Traversflöten mit kleinem Schlagzeug. ISMN M 50196-576-2
- Nuancen (2014–15) für Kammerorchester [1 1 1 1 – 1 1 1 1 –  5 Vl, 2 Vla, 2 Vc, 1 Kb]. ISMN M 50196-577-9
- Schwarm (2015–16), Besetzung variabel (erscheint im Buch Musikalische Konzepte 1968–2019)
- Ground (2015–16) ISMN M 50196-579-3:
  - Fassung für Viola da Gamba
  - Fassung für Traversflöte
- Petite Chaconne (1994 / 2004 / 2014) für Viola da Gamba. ISMN M 50196-579-3
- Gneis 1 (2015–16) blau rot atem grün für Oboe, Klarinette, Fagott, Horn, 2 Violinen, Viola, Violoncello, Kontrabass. ISMN M 50196-580-9
- Raumwerk 1 (2017 / 2022) für Schlagzeug, 6 Ausführende. ISMN M 50196-572-4
- Innehalt (2016–17) für Orchester [2 2 2 2 – 2 1 0 0 – Pauke, Schlagzeug – Streicher]. ISMN M 50196-582-3
- Gneis 2 (2017) grün weiss atem blau für Oboe, Klarinette, Fagott, Violine, Violoncello. ISMN M 50196-583-0
- Blütenblätter (2017) für 2 Gitarren, 1 Percussion. ISMN M 50196-545-8
- Jeux carrés à deux (2018) für 2 Gitarren. ISMN M 50196-545-8
- Prospettive (2016–18) für 2 Gitarren [1: 6-saitig, 2: 10-saitig]. ISMN M 50196-545-8
- Ein wenig Babel (2019) für 6 bis 10 Sprecherinnen und Sprecher (erscheint im Buch Musikalische Konzepte 1968–2019)
- Fantaisie sur deux silences (2019) pour 5 violes (1 Dessus, 2 Ténors, 2 Basses). ISMN M 50196-585-4
- Vier lange Partikel (2018–19) für min. 5 Ausführende (erscheint im Buch Musikalische Konzepte 1968–2019)
- Klavierstück (2019) rot schwarz atem gelb für Klavier. ISMN M 50196-587-8
- Spiegel (2019–20) für Oboe d’amore. ISMN M 50196-588-5
- Melodien Band V (1989–2022) für ein Soloinstrument. ISMN M 50196-537-3

## Bücher
- Konzeptuelle Musik. Eine kommentierte Anthologie. Bern 2016, ISBN 978-3-9524749-0-7.
- Ni bruit ni silence. La musicalité de l’environnement sonore, Documents 1994-2020. Lucie Editions, ISBN 979-10-346-0697-9.
- Musikalische Konzepte (1968–2019). 17 Werke mit insgesamt 35 Konzepten, mit Kommentaren. aart-verlag, ISBN 978-3-9524749-2-1; ISMN M 50196–499–4.

## Schriften
- mit Kjell Keller: Adolf Wölfli als Musiker. In: Adolf Wölfli, Naturforscher, Dichter, Schreiber, Zeichner, Componist… Hrsg.: Elke Spörri, Adolf Wölfli-Stiftung. Kunstmuseum Bern 1976, S. 81–89.
- Nach – denken von Gedichten Jean Gebsers. In: Jean Gebser GA, Bd. 7, S. 417 ff., Novalisverlag 1977.
- György Kurtag. Monographie unter Mitarbeit der Studierenden der Hochschule für Musik Bern. Hrsg.: Meisterkurse der Hochschule für Musik+Theater, 1989.
- L’espace: réel, dessiné, écouté, imaginé. In: Sonorités I; architecture-musique-écologie. Lucie éditions, Nîmes 2006.
- Fünf Ausgangspunkte – vielfältige Wahrnehmungen. Verschiedene Aspekte der Musik von Peter Streiff. In: Beiträge zur integralen Weltsicht 1993–2006. Novalis Verlag, 2006, S. 113 ff.
- La musicalité de l’environnement sonore ou la musique conceptuelle au quotidien (Concepts I – V). In: Sonorités III; architecture-musique-écologie. Lucie éditions, Nîmes 2008, S. 111–131.
- Une promenade d’écoute dans le centre historique de Berne. In: Sonorités IX; architecture-musique-écologie. Lucie éditions, Nîmes 2014.

## Preise
- Zwei Werkbeiträge der Stadt und des Kantons Bern
- Zweimal jurierte Auswahl für das Komponisten-Seminar Boswil/CH
- 2003 Anerkennungspreis des Kantons Bern
- 2019 Prix Giuseppe G. Englert (Paris)

## Diskografie
- chronos-kairos: Enthält chronos-kairos, profil (ein ritueller verlauf), gneis 1 (blau rot atem grün), für zehn (faden zettel prägung); Edition Wandelweiser Records EWR 2007.
- Klavier: Enthält Von Magischem, Drei Klavieretüden, Melodien Band I, Kleines Symbol IV, De?Pression!, Durchflossener Granit (Elf Kiesel), Modell zur Gewichtsverlagerung; Edition Wandelweiser EWR 1401.
- Vokal / Instrumental: Enthält Sechs Lieder, Melodien Band II, Nur allein für deine Ohren, Zeitstrahl, Studie (Sprachzeichen), Ohrspuren am Drittelberg; Edition Wandelweiser EWR 1307.
- Ensemble Neue Horizonte Bern: Historische Aufnahmen 1968–1998: Enthält u. a. Partikel 1–7; Musiques Suisses MGB CTS-M 76.
- Vierteltonduo Bächli/Schneider: Enthält u. a. Handwerk-Hörwerk; Musiques Suisses MGB CTS-M 70.
- 4 Streichquartette: u. a. Wandelnde Gänge; Jecklin szene sCHweiz JS 283-2.
- Ensemble Neue Horizonte Bern: Intime Musik: Enthält u. a. Nachtgedanken, Sechs Lieder; Jecklin szene sCHweiz JS 544/45.